# Givardon
Givardon – miejscowość i gmina we Francji, w Regionie Centralnym, w departamencie Cher.
Według danych na rok 1990 gminę zamieszkiwało 316 osób, a gęstość zaludnienia wynosiła 14 osób/km² (wśród 1842 gmin Regionu Centralnego Givardon plasuje się na 826. miejscu pod względem liczby ludności, natomiast pod względem powierzchni na miejscu 573.).